# 文懿王后
文懿王后（841年—870年）金氏，又作寧花夫人，新羅第47代君主宪安王金谊靖的女儿，第48代君主景文王金膺廉的夫人，第49代君主宪康王金晸、第50代君主定康王金晃、第51代君主真圣女王金曼的母亲。
文懿王后是宪安王的长女。宪安王赏识，嫁给僖康王的孙子金膺廉。宪安王说自己有二女，姐姐今年二十歲，妹妹十九歲，金膺廉想娶哪个就娶哪个。金膺廉歸家告父母，其父金启明、其母光和夫人说：“听说国王二女姿色，姐姐不如妹妹，若不得已，应该娶妹妹。”金膺廉迟疑未決，問興輪寺僧人范教。范教说：“娶姐姐則有三个好处，娶妹妹有三个坏处。”金膺廉于是上奏：“臣不敢自決，惟王命是從。”於是860年（憲安王四年、唐懿宗咸通元年），宪安王出嫁長女寧花夫人。861年（宪安王五年、咸通二年），宪安王去世，金膺廉即位，是为景文王。863年（景文王三年、咸通四年）十一月，納寧花夫人妹妹爲次妃。景文王問范教：“大師之前说的三个好处是什么？”范教回答：“第一，當時先王及王妃喜其如意，寵愛浸深。第二，您得繼大位。第三，最终娶了妹妹。”景文王大笑。865年（景文王五年、咸通六年）四月，唐懿宗派太子右諭德御史中丞胡歸厚、光祿主簿兼監察御史裴光等, 冊立景文王爲開府儀同三司、檢校太尉、持節大都督鸡林州諸軍事、上柱國、新羅王，賜王妃文懿王后錦綵五十匹、衣一副、銀器二事。866年（景文王六年、咸通七年）正月，景文王封父亲金启明为懿恭大王，母亲光和夫人为光懿王太后，夫人金氏为文懿王妃，立王子晸为王太子。870年（景文王十年、咸通十一年）五月，文懿王妃卒

## 家族
- 父亲：宪安王金谊靖
  - 丈夫：景文王金膺廉
    - 儿子：宪康王金晸
    - 儿子：定康王金晃
    - 女儿：真圣女王金曼